# Zbrodnia sądowa
Zbrodnia sądowa – rażące nadużycie władzy sędziowskiej. Polega ono na wydaniu wyroku skazującego przy braku poszanowania fundamentalnych zasad prowadzenia uczciwego procesu sądowego i jest to akt represji wobec oskarżonego. Wymierzenie kary śmierci za czyn o niewspółmiernej wadze godzi w podstawową godność człowieka i kwalifikuje się jako zbrodnia sądowa. Sędzia jest winien zbrodni sądowej, gdy wydaje wyrok, ignorując takie podstawowe zasady jak na przykład obowiązek przeprowadzenia rozprawy lub prawo do obrony oskarżonego.

## Klasyfikacja zbrodni sądowych według profesoraAdama Strzembosza
1. Wydanie przez sędziego wyroku, który powstał i został mu podyktowany poza tokiem procesu. W takim wypadku postępowanie jest pokierowane tak, by uzasadnić ustalony już wyrok.
2. Postępowanie, gdzie, przy analizie aktów sądowych, można jednoznacznie stwierdzić, że sędzia działał według oczekiwań swoich przełożonych (np. partii).
3. Postawa sędziego łamiąca zasadę bezstronności, gdzie sędzia ignoruje oczywiste przesłanki, które mogłyby oczyścić oskarżonego z zarzutów i dowieść jego niewinności[2].

## Geneza zbrodni sądowej w historii prawa[3]

### Prawo rzymskie
Już w Prawie XII Tablic pojawia się kwestia odpowiedzialności sędziowskiej. Jest tam napisane, że sędzia, który przyjmuje łapówkę za wydanie wyroku, powinien być skazany na śmierć. Później ustawa lex Servilia repetundarum (z 105 albo 104 r. p.n.e.) podjęła kwestię nadużyć urzędniczych i prześladowania obywateli znajdujących się pod jego władzą. Oskarżenie o nadużycie mogło być wysunięte jedynie wobec urzędnika lub sędziego, który już złożył urząd.
Gaius Gracchus ustanowił w 123 p.n.e. lex Sempronia ne quis iudicio circumveniatur - akt prawny mający na celu walkę ze skorumpowanymi sędziami. Później Lucjusz Korneliusz Sulla wydał lex Cornelia de sicariis et veneficis. Była to ustawa, która dotyczyła sprawców najcięższych przestępstw, w tym także tych, którzy uczestniczyli w „spisku sądowym”, mającym na celu pozbawienie życia niewinnego obywatela.

### Prawo niemieckie
Prawo germańskie zerwało z tradycją rzymską, również w kwestii karalności nadużyć sędziów. W spisie prawa zwyczajowego Lex Salica pojawiła się kara grzywny wobec sędziów, którzy pomimo wezwania nie wydawali wyroków, a także za wydawanie ich niezgodnie z obowiązującym prawem. Również ósmowieczna Lex Ripuria przewidywała grzywnę za niewydanie sprawiedliwego wyroku.
Schwabenspiegel z XIII wieku podnosiło temat obowiązku odszkodowania dla ofiary niesprawiedliwego wyroku. Constitutio Criminalis Carolina z 1532 wywodziła między innymi częściowy zakaz tortur i obowiązek powetowania szkód przez sędziego zarządzającego nie mających oparcia w prawie tortur. Artykuł 61 zarządza kary dla sędziów, którzy używają tortur niezgodnie z prawem Rzeszy. W Landrechcie Pruskim położono duży nacisk na konieczność wierności sędziego wobec idei sprawiedliwości i praworządności, sędzia niesprawiedliwy traktowany był zaś jako fałszerz.

## Formuła Radbruchajako narzędzie rozpoznania zbrodni sądowej
Gustav Radbruch w artykule pt. „Ustawowe bezprawie i ponadustawowe prawo” podniósł temat konfliktu między samoistną wartością prawa pozytywnego a sprawiedliwością, jako formą prawa naturalnego. Wedle jego poglądu zaprezentowanego w powyższej formule, istnieje pewna bliżej nieokreślona granica, której przekroczenie, sprawia, że rażąco urągający ideom prawnonaturalnym akt prawa stanowionego, nie jest w istocie prawem i traci swoją moc.
Formuła ta wpłynęła na orzecznictwo w procesach prawników odpowiedzialnych za udział w degeneracji władzy sądowniczej w czasach III Rzeszy, a także znalazła zastosowanie w procesach strzelców z Muru Berlińskiego.